# Erik Jöransson Ulfsparre
Erik Jöransson Ulfsparre, född 1577 i Stora Lundby församling, död 17 december 1631 i Linköping, var en svensk hovman och ämbetsman.

## Biografi
Erik Ulfsparre 1577 på Öjared i Stora Lundby socken. Han var son till Göran Eriksson (Ulfsparre) och Mariana Ribbing.
Efter vidsträckta och långvariga utländska resor anställdes han 1603 som kammarjunkare hos hertig Karl. Han utnyttjades både i militära och diplomatiska uppdrag och var bland annat ryttmästare och chef för Karls livfana. 1606 satt Erik Ulfsparre en tid som slottsloven på Älvsborg. Kort därefter trädde han i tjänst hos hertig Johan av Östergötland. Ulfsparre tillhörde dennes furstliga råd och tjänstgjorde även som Johans hovmarskalk. Han var från omkring 1614 ståthållare på Stegeborgs slott. Ulfsparre intog en inflytelserik ställning inom furstendömet som en av hertig Johans mest förtrogna rådgivare. Några år efter hertigens död förflyttades Ulfsparre som ståthållare till Kronobergs län, en post han 1627 utbytte mot motsvarande ämbete i Vadstena län. Ulfsparre ägde flera gods i Östergötland samt Nääs slott i Skallsjö socken. Över Ulfsparre och hans hustru restes en praktfull gravvård i Linköpings domkyrka.

### Egendom
Ulfsparre ägde Näs i Skallsjö socken, Häradssäter i Värna socken, Ängelholm (Andö) i Sankt Anna socken.

### Familj
Ulfsparre gifte sig i november 1613 på Örebro slott med hovmästarinnan Beata Oxenstierna (1591–1652), dotter till ståthållaren, friherre Erik Gabrielsson Oxenstierna och friherrinnan Bengt Gera. De fick tillsammans barnen Christina Ulfsparre (död 1684) som var gift med rikstygmästaren Johan Lilliehöök och kammarrådet Gustaf Persson (Natt och Dag), landshövdingen Göran Ulfsparre (1617–1656) i Kalmar län och Maria Elisabet Ulfsparre (1625–1646) som var gift med riksrådet, friherre Gustaf Bonde.